# Peter Anok
Peter Anok (arabisch بيتر أنوك) ist ein ehemaliger sudanesischer Boxer.
Er trat bei den Olympischen Sommerspielen 1988 in Seoul an. Im Bantamgewichtsturnier kam er auf Rang 33.